# Centre Interreligiós de Barcelona
El Centre Interreligiòs de Barcelona (CIB) és un servei de l'Ajuntament de Barcelona que treballa per afavorir la convivència entre les diverses expressions religioses de la ciutat. Unescocat gestiona aquest servei que depèn de la regidoria de drets civils de l'Ajuntament de Barcelona. Entre les tasques que desenvolupa defensa la llibertat de consciència i religió, fa tasques de mediació entre situacions de tensió, intervé en casos de llocs de culte no plenament regularitzats i ofereix assessorament a les comunitats religioses. Té la seu al número 958 de la Gran Via de Barcelona.
Un estudi que publicà l'entitat el 2009 indicava que a Barcelona hi havia 141 esglésies catòliques (el 40% dels llocs de culte), seguides per 119 esglésies protestants i evangèliques, 18 salons del Regne dels testimonis de Jehovà, 16 oratoris per als cultes islàmics, vuit esglésies ortodoxes, quatre de l'església adventista del Setè Dia i cinc sinagogues jueves.